# Villa Volpicelli (Nr. 835)
Die Villa Volpicelli ist ein Landhaus aus dem 18. Jahrhundert im Stadtviertel San Giovanni a Teduccio von Neapel in der italienischen Region Kampanien. Sie liegt am Corso San Giovanni a Teduccio, 835, und zählt zu den Villen der Miglio d’oro.

## Beschreibung
Das ursprünglich einfache Gebäude ist heute durch verschiedene Veränderungen und Umbauten, die im Laufe der Zeit durchgeführt wurden, verdeckt, vor allen Dingen die Aufstockung.
Die Innenräume, deren Ausstattung zum größten Teil aus dem 19. Jahrhundert stammt, sind interessante Beispiele für den Stil der Zeit. Sowohl die Innenräume als auch das Äußere der Villa benötigen dringend eine Restaurierung. Seit 2025 wird die Fassade zum Corso San Giovanni a Tecuccio restauriert.